# Jungermannia fossombronioides
Jungermannia fossombronioides là một loài Rêu trong họ Jungermanniaceae. Loài này được Austin mô tả khoa học đầu tiên năm 1869.